# Evropská silnice E010
Evropská silnice E010 je mezinárodní silniční trasa třídy B, která se nachází pouze v Kyrgyzstánu. Vede mezi městy Oš a Biškek. Její celková délka je 685 km.

## Trasa

### KyrgyzstánKyrgyzstán
Oš – Biškek